# Геліади
Геліа́ди (Heliades) — персонажі античної міфології:
1. дочки Геліоса й німфи Меропи (варіант: Клімени), сéстри Фаетона. Бувши німфами річки По (або Ерідан), у яку впав Фаетон, вони так гірко оплакували смерть брата, що боги обернули їх на тополі, листя яких завжди сумно шелестить. Сльози Геліадів перетворилися на бурштин;
2. сім синів Геліоса (Охім, Керкаф, Тріоп, Актій, Кандал, Тенаг і Макарей), породжених його промінням і вологістю острова Родос. Вони поділили день на години. Один із них, Тенаг, перевершував у науках своїх братів, за що вони вбили його і повтікали на сусідні острови. За іншим міфом, його вбив Актій і був за це прогнаний до Єгипту, де заснував Геліополь і винайшов астрологію;
3. царі Коринфа: Креонт, Медея.